# Águas de Santa Bárbara
Águas de Santa Bárbara este un oraș în São Paulo (SP), Brazilia. 